# Konstanze (Antiochia)
Konstanze (* 1127; † nach 1163, vor 1167) war Fürstin von Antiochia von 1130 bis zu ihrem Tod. Sie war die einzige Tochter des Fürsten Bohemund II. und dessen Frau Alice von Jerusalem, einer Tochter des Königs Balduin II.

## Leben

### Kindheit
Konstanze war erst zwei Jahre alt, als ihr Vater Bohemund 1130 auf einem Feldzug gegen die Armenier und deren Verbündeten, den Danischmaniden-Emir Ghazi, am Fluss Ceyhan starb. Ihre Mutter Alice übernahm daraufhin die Regentschaft, zur Festigung ihres Herrschaftsanspruchs versuchte sie ein Heiratsbündnis mit dem seldschukischen Herrscher von Mossul und Aleppo Zengi zu schließen. Mit Hilfe des antiochenischen Adels wurde sie jedoch von ihrem Vater Balduin II. und Joscelin I. von Edessa abgesetzt. Alice wurde aus der Stadt Antiochia verbannt, durfte aber Latakia und Dschabla für sich behalten, die Städte, die ihre Mitgift für die Heirat mit Bohemund gewesen waren. Joscelin übernahm die Vormundschaft für Konstanze, verstarb jedoch bereits 1131 nach dem Entsatz von Kaisun. Sein Sohn Joscelin II. wurde nicht als Regent anerkannt, wohl durch den Einfluss von Konstanzes Mutter Alice.
Pons von Tripolis, Joscelin II. und Alice verschworen sich gegen den neuen König von Jerusalem, Fulko, dem es dennoch 1131 gelang, ihre Verbündeten bei Chastel Rouge zu besiegen. Fulko wurde daraufhin als Regent für Konstanze anerkannt und ernannte Reinald Mansoer von Margat zu seinem örtlichen Vertreter. Konstanzes Mutter musste in Latakia verbleiben.
Auch im Süden gingen Besitzungen verloren, wie die Burgen Bisikra'il und Qadmos. Letztere wurde 1132 von dem Emir von Kahf an die Assassinen verkauft, die 1135 auch Kahf selber erwarben und 1136 Kahriba eroberten. Die Armenier unter Leo I. (1129–1140) hatten 1131 Mamistra, Tarsos und Adana erobert, dem 1133 Sarventikar im Amanosgebirge folgte. Sis und Anazarbos waren bereits 1107 unter Thoros I. eingenommen worden. Als 1133 Sawar, der Statthalter von Aleppo, gegen Antiochia zog, kam Fulko zur Hilfe und schlug Sawar und seine turkmenischen Söldner bei Qinnasrin zurück. Obwohl er Sawars Zelte erbeuten konnte, unternahm dieser aber weiterhin Überfälle auf das Gebiet von Antiochia, nachdem Fulko im Sommer wieder nach Palästina gezogen war.
1135 zog Zengi selbst gegen Antiochia und nahm die Grenzfestungen im Osten ein. Die Regierung in Antiochia führte zu dieser Zeit der Patriarch Bernhard, der aber 1135 verstarb. Mit Hilfe ihrer Schwester, Königin Melisende von Jerusalem, erlangte Alice daraufhin die Genehmigung, ihren Wohnsitz wieder in Antiochia aufzuschlagen. Fulko von Jerusalem war zwar weiterhin Regent, die tatsächliche Macht lag nun aber wieder bei seiner Cousine Alice, Konstanzes Mutter.

### Ehe mit Raimund von Poitiers
1135 bot Alice den byzantinischen Thronfolger Manuel I. die Hand ihrer siebenjährigen Tochter Konstanze an, was bei den französischen Baronen Unruhe erregte. Sie setzten sich mit Fulk in Verbindung, der daraufhin Raimund von Poitiers, einen jüngeren Sohn von Wilhelm IX. von Aquitanien, als zukünftigen Gatten für Konstanze auswählte. Dieser befand sich zu dieser Zeit am englischen Hof, und der Hospitaliter Gerhard Jebarre wurde heimlich ausgesandt, um ihm Konstanzes Hand anzutragen. Weder Alice noch Roger von Sizilien sollten etwas davon erfahren. Der siebenunddreißigjährige, wegen seiner Schönheit und Körperkraft berühmte aber ungebildete Raimund nahm den Antrag an. Um nach Antiochia zu gelangen, musste sich Raimund als Pilger und Diener verkleiden, um den Spähern der Normannen auszuweichen, die von der Vereinbarung erfahren hatten. Im Jahre 1136 landete Raimund in Antiochia. Mit Hilfe des Patriarchen Radulph von Domfort wurde das Gerücht ausgestreut, Raimund wolle um die Hand von Alice anhalten und Konstanze entführt. Während Alice im Palast noch auf den Bewerber wartete, wurden Konstanze und Raimund in aller Eile getraut. Alice zog sich daraufhin wieder nach Latakia zurück.
1137 zog Kaiser Johannes II. gegen Kilikien und Antiochia, das nach einem während des ersten Kreuzzuges geschlossenen Vertrages byzantinisches Lehen war. Im August 1137 begann er die Belagerung. Nur mit knapper Not schaffte es Raimund, zurück nach Antiochia zu gelangen, bevor sich der Belagerungsring schloss. Nachdem aus Jerusalem und Edessa keine Hilfe zu erwarten war, erkannte Raimund widerwillig die kaiserliche Oberherrschaft an.
Im Jahre 1138 zogen Byzantiner, die Truppen von Antiochia, Edessa und die Templer gemeinsam gegen Zengi. Während der Kaiser sich auf dem Schlachtfeld hervortat, saßen die lateinischen Fürsten vor allem beim Würfelspiel. Nach der Eroberung von Schaizar zog Johannes II. feierlich in Antiochia ein; Raimund und Joscelin mussten sein Pferd führen. Wegen der unsicheren Lage zog er sich jedoch bald nach Kilikien zurück. 1142 stand Johannes II. erneut vor den Toren Antiochias, musste die Belagerung jedoch wegen der fortgeschrittenen Jahreszeit aufschieben und starb 1143 an einer Blutvergiftung. Daraufhin verlangte Raimund von dem neuen Kaiser Manuel I. die Rückgabe Kilikiens, was dieser jedoch ablehnte.
Dem zweiten Kreuzzug schlossen sich die Truppen von Antiochia wie auch von Edessa nicht an, sondern konzentrierten sich auf den Krieg gegen Nur ad-Din. Am 29. August 1149 wurde Raimund am Brunnen von Murad östlich des Orontes (Schlacht von Inab) erschlagen.
Konstanze und Raimund hatten vier Kinder. Ihr Sohn Bohemund war beim Tod seines Vaters gerade fünf Jahre alt. Daher übernahm der Patriarch Aimerich von Limoges die Regierungsgewalt in Antiochia. Konstanzes 19-jähriger Cousin Balduin wurde als Regent eingesetzt und schlug ihr bald vor wieder zu heiraten. Als Kandidaten wurden Ives von Nesle, Graf von Soissons (Haus Nesle), Walter von Falkenberg und Ralph von Merle vorgeschlagen. Konstanze wollte aber keine Entscheidung treffen und bat Kaiser Manuel I., ihr einen Gatten zu bestimmen. Vermutlich sollte so ein Gegengewicht gegen die Macht Jerusalems gebildet werden, das die weitere Unabhängigkeit von Antiochia garantieren konnte. Manuel schickte den Normannen Johannes Roger Dalassenos, der mit seiner verstorbenen Schwester Maria verheiratet gewesen war. Konstanze lehnte ihn jedoch ab und er musste nach Konstantinopel zurückkehren. 1152 befahl Balduin Konstanze nach Tripolis, um sie mit Hilfe seiner Mutter, der Königin Melisande zu einer erneuten Heirat aufzufordern. Doch auch diesmal blieb der Erfolg aus.

### Ehe mit Rainald von Châtillon
1153 beschloss Konstanze, den französischen Ritter Rainald von Châtillon zu heiraten. Dieser war im Dienst von König Balduin 1151 nach Antiochia gekommen. Die Ehe war jedoch unpopulär, da Rainald als Emporkömmling galt.
Rainald wurde 1160 auf einem Raubzug in den Anti-Taurus von Madsch-ed-Din, dem Statthalter von Aleppo, gefangen genommen. Konstanze beanspruchte daraufhin die Herrschaft. Die populäre Partei unterstützte jedoch ihren Sohn aus erster Ehe, den 15-jährigen Bohemund. Balduin setzte ihn zum Fürsten ein und ernannte den reichen und sittenlosen Patriarchen Aimerich von Limoges, einen alten Gegner Rainalds, zum Regenten. Konstanze protestierte am Hof in Konstantinopel gegen diese Entscheidung.
Als Ende 1159 Kaiserin Irene, die erste Gemahlin Manuels I. verstorben war, vermählte sich der Kaiser 1160 mit Maria von Antiochia, der Tochter von Konstanze und Raimund. Die Heirat stärkte die Stellung von Konstanze, die nun die Regentschaft über Antiochia behielt. Rainald wurde erst 1176 freigelassen.
Als Bohemund 1162 im Alter von 18 Jahren allmählich selbst regieren wollte, wandte sich Konstanze an den kaiserlichen Gouverneur von Kilikien, Konstantin Koloman, und bat um Beistand. Dies führte jedoch zu einem Aufstand in der Stadt Antiochia, durch den Konstanze 1163 zugunsten ihres Sohnes entmachtet und nach Latakia und Dschabla verbannt wurde. Sie starb spätestens 1167 und wurde im Kloster S. Maria im Tal Josaphat beigesetzt.

## Familie
Aus ihrer ersten Ehe mit Raimund stammen vier Kinder:
- Bohemund III., (* 1144, † 1201), 1163 Fürst von Antiochia
- Maria (* 1145, † 1182), ⚭ Manuel I. Komnenos
- Philippa, die Geliebte des Andronikos I. Komnenos, ⚭ Humfried II. von Toron
- Balduin († 1176 in der Schlacht von Myriokephalon)

Aus der zweiten Ehe mit Rainald von Chatillon (1153) stammen zwei Töchter:
- Agnes (* 1154, † 1184), ⚭ König Béla III. von Ungarn
- Alice, ⚭ Azzo VI. d’Este
- sowie mehrere Söhne, die ebenfalls an den kaiserlichen Hof kamen